# Valverde, Catania
Valverde (Bedduvirdi trong tiếng Sicilia;) là một đô thị ở tỉnh Catania trong vùng Sicilia, có khoảng cách khoảng 170 km về phía đông nam của Palermo và cách khoảng 7 km về phía đông bắc của Catania. Tại thời điểm ngày 31 tháng 12 năm 2004, đô thị này có dân số 7.468 người và diện tích là 5,5 km².
Valverde giáp các đô thị: Aci Bonaccorsi, Aci Castello, Aci Catena, Aci Sant'Antonio, San Giovanni la Punta, San Gregorio di Catania.